# Karlsruher Sport-Club Mühlburg-Phönix 1980-1981
Questa voce raccoglie le informazioni riguardanti il Karlsruher Sport-Club Mühlburg-Phönix nelle competizioni ufficiali della stagione 1980-1981.

## Stagione
Nella stagione 1980-1981 il Karlsruhe, allenato da Manfred Krafft, concluse il campionato di Bundesliga al 10º posto. In Coppa di Germania il Karlsruhe fu eliminato al secondo turno dall'Alemannia Aquisgrana.

## Rosa
| N. |                     | Ruolo | Calciatore            |
| -- | ------------------- | ----- | --------------------- |
|    | Germania (bandiera) | P     | Rudi Wimmer           |
|    | Germania (bandiera) | D     | Edmund Becker         |
|    | Germania (bandiera) | D     | Hans-Jürgen Boysen    |
|    | Germania (bandiera) | D     | Rolf Dohmen           |
|    | Germania (bandiera) | D     | Reinhold Fanz         |
|    | Germania (bandiera) | D     | Stephan Groß          |
|    | Germania (bandiera) | D     | Hermann Kohlenbrenner |
|    | Germania (bandiera) | D     | Karl-Heinz Struth     |
|    | Germania (bandiera) | D     | Rainer Ulrich         |

| N. |                     | Ruolo | Calciatore       |
| -- | ------------------- | ----- | ---------------- |
|    | Germania (bandiera) | C     | Gerhard Bold     |
|    | Germania (bandiera) | C     | Uwe Dittus       |
|    | Germania (bandiera) | C     | Michael Harforth |
|    | Germania (bandiera) | C     | Wolfgang Schüler |
|    | Germania (bandiera) | C     | Wilfried Trenkel |
|    | Germania (bandiera) | C     | Martin Wiesner   |
|    | Germania (bandiera) | A     | Emanuel Günther  |
|    | Germania (bandiera) | A     | Harry Hartung    |
|    | Germania (bandiera) | A     | Raimund Krauth   |

## Organigramma societario
Area tecnica
- Allenatore: Manfred Krafft
- Allenatore in seconda:
- Preparatore dei portieri:
- Preparatori atletici:

## Calciomercato

### Sessione estiva
| Acquisti | Acquisti           | Acquisti          | Acquisti |
| R.       | Nome               | da                | Modalità |
| -------- | ------------------ | ----------------- | -------- |
| D        | Hans-Jürgen Boysen | VfR Mannheim      |          |
| D        | Reinhold Fanz      | Freiburger        |          |
| A        | Harry Hartung      | FC 1920 Burgsolms |          |
| C        | Wolfgang Schüler   | Friburgo          |          |

| Cessioni | Cessioni      | Cessioni             | Cessioni |
| R.       | Nome          | a                    | Modalità |
| -------- | ------------- | -------------------- | -------- |
| D        | Gerhard Busch | Rot-Weiß Lüdenscheid |          |

### Sessione invernale
| Acquisti | Acquisti | Acquisti | Acquisti |
| R.       | Nome     | da       | Modalità |
| -------- | -------- | -------- | -------- |

| Cessioni | Cessioni | Cessioni | Cessioni |
| R.       | Nome     | a        | Modalità |
| -------- | -------- | -------- | -------- |

## Risultati

### Bundesliga

#### Girone di andata
| Arbitro: | Stäglich |

|  |           |                                         |
|  | Marcatori | 41’ Rummenigge 77’, 80’ (rig.) Breitner |

| Bochum 20 agosto 1980, ore 19:30 CEST 2ª giornata | Bochum | 0 – 0 referto | Karlsruhe | Ruhrstadion (20 000 spett.)\| Arbitro: \| Gabor \| |
| Arbitro:                                          | Gabor  |               |           |                                                    |

| Arbitro: | Niebergall |

|            |           |                 |
| Struth 36’ | Marcatori | 48’ Burgsmüller |

| Arbitro: | Retzmann |

|                            |           |                     |
| Fenten 60’ Grillemeier 84’ | Marcatori | 7’ Günther 80’ Bold |

| Arbitro: | Roth |

|                                 |           |  |
| Fanz 45’ Struth 72’ Wiesner 82’ | Marcatori |  |

| Arbitro: | Assenmacher |

|                                                |           |  |
| Eggert 35’ Frank 45’ Heck 67’ Volkert 70’, 87’ | Marcatori |  |

| Arbitro: | Redelfs |

|                             |           |                |
| Dittus 49’ Günther 50’, 80’ | Marcatori | 1’, 24’ Kügler |

| Arbitro: | Uhlig |

|          |           |  |
| Geye 36’ | Marcatori |  |

| Arbitro: | Klauser |

|                     |           |                |
| Groß 37’ Struth 84’ | Marcatori | 28’ Eilenfeldt |

| Arbitro: | Heitmann |

|                                                       |           |  |
| Bonhof 23’ (rig.), 44’ (rig.) Woodcock 62’ Müller 79’ | Marcatori |  |

| Arbitro: | Linn |

|                   |           |          |
| Struth 28’ (rig.) | Marcatori | 24’ Vöge |

| Arbitro: | Ross |

|                                |           |                             |
| Pezzey 78’, 90’ Hölzenbein 80’ | Marcatori | 44’, 60’ Krauth 89’ Schüler |

| Karlsruhe 8 novembre 1980, ore 15:30 CET 13ª giornata | Karlsruhe  | 0 – 0 referto | Stoccarda | Wildparkstadion (35 000 spett.)\| Arbitro: \| Eschweiler \| |
| Arbitro:                                              | Eschweiler |               |           |                                                             |

| Arbitro: | Ohmsen |

|                           |           |                           |
| Kulik 44’, 56’ Hannes 67’ | Marcatori | 58’, 90’ Günther 89’ Bold |

| Arbitro: | Pauly |

|                                      |           |             |
| Magath 12’ Hrubesch 32’ Memering 76’ | Marcatori | 11’ Günther |

| Arbitro: | Retzmann |

|                    |           |              |
| Groß 11’, 51’, 53’ | Marcatori | 48’ Steubing |

| Arbitro: | Hennig |

|                                                    |           |                               |
| Struth 22’ (aut.) Wohlers 23’ Sidka 32’ Senzen 51’ | Marcatori | 60’ (rig.) Struth 88’ Günther |

#### Girone di ritorno
| Arbitro: | Redelfs |

|              |           |          |
| Del'Haye 77’ | Marcatori | 18’ Bold |

| Karlsruhe 24 gennaio 1981, ore 15:30 CET 19ª giornata | Karlsruhe | 0 – 0 referto | Bochum | Wildparkstadion (18 000 spett.)\| Arbitro: \| Luca \| |
| Arbitro:                                              | Luca      |               |        |                                                       |

| Arbitro: | Roth |

|                                               |           |                                     |
| Huber 2’ (rig.) Abramczik 24’ Burgsmüller 34’ | Marcatori | 19’ (rig.) Groß 27’ Becker 43’ Bold |

| Arbitro: | Ohmsen |

|                      |           |  |
| Groß 19’ (rig.), 33’ | Marcatori |  |

| Arbitro: | Waltert |

|            |           |                       |
| Wenzel 63’ | Marcatori | 9’ Trenkel 45’ Becker |

| Arbitro: | Pauly |

|                                                     |           |               |
| Wiesner 3’ Eder 61’ (aut.) Bold 67’ Groß 80’ (rig.) | Marcatori | 30’ Oberacher |

| Arbitro: | Linn |

|                  |           |  |
| Džoni 77’ (rig.) | Marcatori |  |

| Arbitro: | Uhlig |

|          |           |           |
| Groß 86’ | Marcatori | 11’ Wendt |

| Arbitro: | Hontheim |

|                                     |           |             |
| Schock 21’, 57’, 88’ Eilenfeldt 64’ | Marcatori | 70’ Wiesner |

| Arbitro: | Schmidhuber |

|          |           |            |
| Bold 76’ | Marcatori | 37’ Engels |

| Arbitro: | Gabor |

|                                     |           |  |
| Økland 17’ Gelsdorf 43’ Hermann 63’ | Marcatori |  |

| Arbitro: | Ahlenfelder |

|          |           |            |
| Bold 70’ | Marcatori | 18’ Nickel |

| Arbitro: | Risse |

|                                                        |           |                   |
| Kelsch 5’, 43’ Dohmen 7’ (aut.) Müller 31’ Tüfekçi 85’ | Marcatori | 37’ Groß 52’ Bold |

| Arbitro: | Luca |

|                           |           |                                                       |
| Schüler 19’ Groß 85’, 90’ | Marcatori | 13’ (rig.) Hannes 54’ Matthäus 64’ Nickel 86’ Ringels |

| Arbitro: | Waltert |

|            |           |                |
| Dittus 54’ | Marcatori | 78’ von Heesen |

| Arbitro: | Hontheim |

|  |           |                               |
|  | Marcatori | 16’ Bold 52’ Schüler 59’ Groß |

| Arbitro: | Assenmacher |

|                                                                   |           |                            |
| Günther 29’, 87’ Wiesner 55’ Groß 59’ Schüler 66’ Krauth 76’, 86’ | Marcatori | 1’ Klinkhammer 68’ Năstase |

### Coppa di Germania
| Arbitro: | Schütte |

|                       |           |                       |
| Linden 6’ Schmitz 74’ | Marcatori | 52’ Dohmen 83’ Struth |

| Arbitro: | Dahler |

|                 |           |               |
| Dittus 66’, 84’ | Marcatori | 16’ Lubberich |

| Arbitro: | Treib |

|             |           |               |
| Hartung 99’ | Marcatori | 109’ Sinnigen |

| Arbitro: | Horeis |

|          |           |  |
| Kehr 26’ | Marcatori |  |

## Statistiche

### Statistiche di squadra
| Competizione      | Punti | In casa | In casa | In casa | In casa | In casa | In casa | In trasferta | In trasferta | In trasferta | In trasferta | In trasferta | In trasferta | Totale | Totale | Totale | Totale | Totale | Totale | DR |
| Competizione      | Punti | G       | V       | N       | P       | Gf      | Gs      | G            | V            | N            | P            | Gf           | Gs           | G      | V      | N      | P      | Gf     | Gs     | DR |
| ----------------- | ----- | ------- | ------- | ------- | ------- | ------- | ------- | ------------ | ------------ | ------------ | ------------ | ------------ | ------------ | ------ | ------ | ------ | ------ | ------ | ------ | -- |
| Bundesliga        | 32    | 17      | 7       | 8       | 2       | 33      | 20      | 17           | 2            | 6            | 9            | 23           | 43           | 34     | 9      | 14     | 11     | 56     | 63     | -7 |
| Coppa di Germania | -     | 2       | 1       | 1       | 0       | 3       | 2       | 2            | 0            | 1            | 1            | 2            | 3            | 4      | 1      | 2      | 1      | 5      | 5      | 0  |
| Totale            | 32    | 19      | 8       | 9       | 2       | 36      | 22      | 19           | 2            | 7            | 10           | 25           | 46           | 38     | 10     | 16     | 12     | 61     | 68     | -7 |

### Andamento in campionato
| Giornata  | 1  | 2  | 3  | 4  | 5  | 6  | 7  | 8  | 9  | 10 | 11 | 12 | 13 | 14 | 15 | 16 | 17 | 18 | 19 | 20 | 21 | 22 | 23 | 24 | 25 | 26 | 27 | 28 | 29 | 30 | 31 | 32 | 33 | 34 |
| --------- | -- | -- | -- | -- | -- | -- | -- | -- | -- | -- | -- | -- | -- | -- | -- | -- | -- | -- | -- | -- | -- | -- | -- | -- | -- | -- | -- | -- | -- | -- | -- | -- | -- | -- |
| Luogo     | C  | T  | C  | T  | C  | T  | C  | T  | C  | T  | C  | T  | C  | T  | T  | C  | T  | T  | C  | T  | C  | T  | C  | T  | C  | T  | C  | T  | C  | T  | C  | C  | T  | C  |
| Risultato | P  | N  | N  | N  | V  | P  | V  | P  | V  | P  | N  | N  | N  | N  | P  | V  | P  | N  | N  | N  | V  | V  | V  | P  | N  | P  | N  | P  | N  | P  | P  | N  | V  | V  |
| Posizione | 18 | 14 | 15 | 13 | 12 | 12 | 12 | 13 | 12 | 13 | 12 | 11 | 12 | 12 | 13 | 12 | 12 | 13 | 12 | 11 | 10 | 9  | 8  | 9  | 9  | 10 | 10 | 10 | 10 | 11 | 11 | 11 | 10 | 10 |

Legenda:

Luogo: C = Casa; T = Trasferta. Risultato: V = Vittoria; N = Pareggio; P = Sconfitta.

### Statistiche dei giocatori
| Giocatore        | Bundesliga | Bundesliga | Bundesliga  | Bundesliga | Coppa di Germania | Coppa di Germania | Coppa di Germania | Coppa di Germania | Totale   | Totale | Totale      | Totale     |
| Giocatore        | Presenze   | Reti       | Ammonizioni | Espulsioni | Presenze          | Reti              | Ammonizioni       | Espulsioni        | Presenze | Reti   | Ammonizioni | Espulsioni |
| ---------------- | ---------- | ---------- | ----------- | ---------- | ----------------- | ----------------- | ----------------- | ----------------- | -------- | ------ | ----------- | ---------- |
| E. Becker        | 24         | 2          | 0           | 0          | 1                 | 0                 | 0                 | 0                 | 25       | 2      | 0           | 0          |
| G. Bold          | 34         | 9          | 2           | 0          | 4                 | 0                 | 1                 | 0                 | 38       | 9      | 3           | 0          |
| H. Boysen        | 2          | 0          | 0           | 0          | 0                 | 0                 | 0                 | 0                 | 2        | 0      | 0           | 0          |
| U. Dittus        | 30         | 2          | 2           | 0          | 3                 | 2                 | 0                 | 0                 | 33       | 4      | 2           | 0          |
| R. Dohmen        | 32         | 0          | 7           | 0          | 4                 | 1                 | 0                 | 0                 | 36       | 1      | 7           | 0          |
| R. Fanz          | 32         | 1          | 3           | 0          | 3                 | 0                 | 0                 | 0                 | 35       | 1      | 3           | 0          |
| S. Groß          | 34         | 14         | 2           | 0          | 4                 | 0                 | 0                 | 0                 | 38       | 14     | 2           | 0          |
| E. Günther       | 32         | 9          | 8           | 0          | 4                 | 0                 | 1                 | 0                 | 36       | 9      | 9           | 0          |
| M. Harforth      | 0          | 0          | 0           | 0          | 0                 | 0                 | 0                 | 0                 | 0        | 0      | 0           | 0          |
| H. Hartung       | 7          | 0          | 0           | 0          | 2                 | 1                 | 1                 | 0                 | 9        | 1      | 1           | 0          |
| H. Kohlenbrenner | 10         | 0          | 0           | 0          | 2                 | 0                 | 1                 | 0                 | 12       | 0      | 1           | 0          |
| R. Krauth        | 22         | 4          | 0           | 0          | 2                 | 0                 | 0                 | 0                 | 24       | 4      | 0           | 0          |
| W. Schüler       | 22         | 4          | 1           | 0          | 4                 | 0                 | 0                 | 0                 | 26       | 4      | 1           | 0          |
| K. Struth        | 21         | 5          | 0           | 0          | 4                 | 1                 | 0                 | 0                 | 25       | 6      | 0           | 0          |
| W. Trenkel       | 29         | 1          | 0           | 0          | 4                 | 0                 | 1                 | 0                 | 33       | 1      | 1           | 0          |
| R. Ulrich        | 30         | 0          | 7           | 0          | 2                 | 0                 | 0                 | 0                 | 32       | 0      | 7           | 0          |
| M. Wiesner       | 31         | 4          | 2           | 0          | 4                 | 0                 | 0                 | 0                 | 35       | 4      | 2           | 0          |
| R. Wimmer        | 34         | 0          | 0           | 0          | 4                 | 0                 | 0                 | 0                 | 38       | 0      | 0           | 0          |